# Mioglia
Mioglia ( Mieuja o Mieuggia in ligure, Mioja in piemontese) è un comune italiano di 516 abitanti della provincia di Savona in Liguria.

## Geografia fisica
Il territorio di Mioglia è situato sul versante settentrionale dell'Appennino ligure, ai confini tra Liguria e Piemonte (provincia di Alessandria), in una vasta piana attraversata dal torrente omonimo, affluente destro del torrente Erro.

## Storia

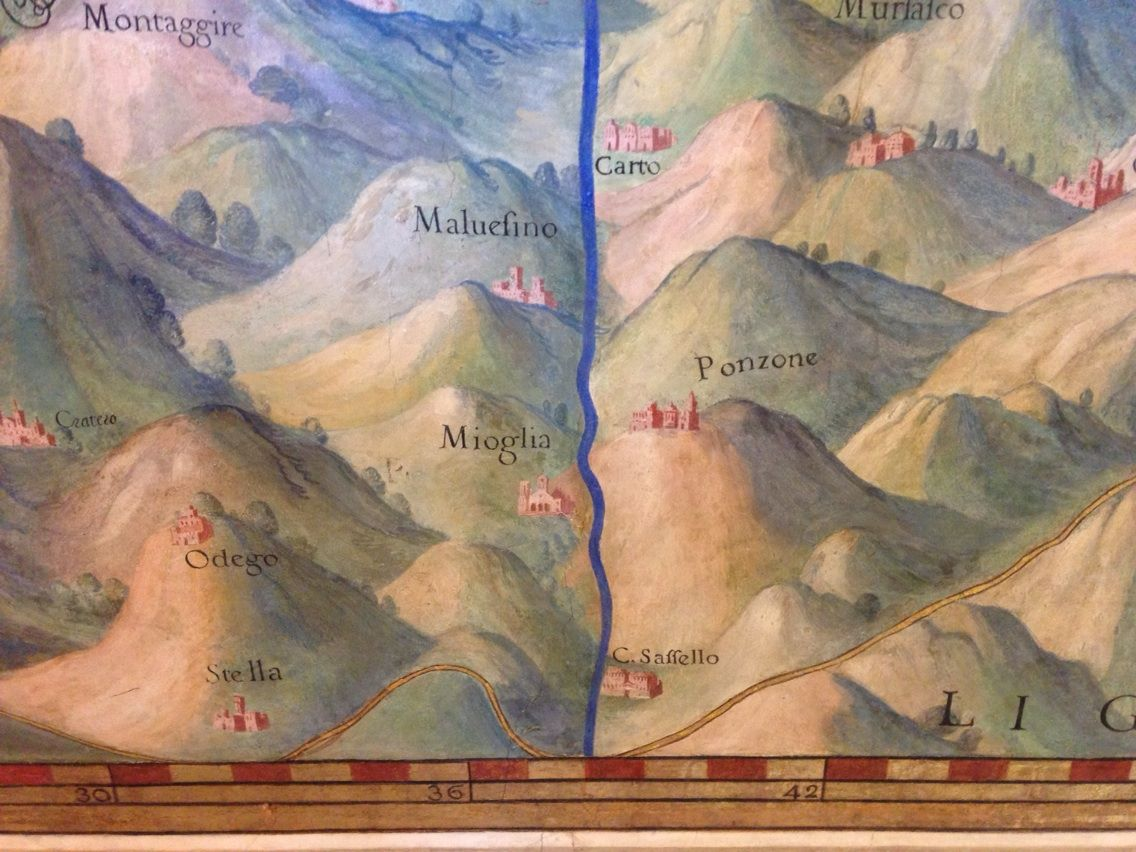
Mioglia nell'affresco della Liguria nella Galleria delle carte geografiche presso i Musei Vaticani

Le prime testimonianze su Mioglia risalgono in un diploma del 967, quando l'imperatore Ottone I di Sassonia annesse il borgo denominato allora Meolia nella marca aleramica compresa tra i territori di Dego, Giusvalla e Sassello.
Nel 1091 per eredità divenne possesso di Bonifacio del Vasto, passando successivamente nella metà del XII secolo ai marchesi Del Bosco di Alessandria. Le sue terre, così come i possedimenti di Ponti dei Prati (l'odierno comune di Pontinvrea) furono venduti dagli stessi marchesi, nel 1218, al monastero di Santa Maria di Latronorio di Varazze.
I marchesi nel 1223 stipularono una convenzione con i Genovesi, nella quale si inseriva Mioglia come territorio della Repubblica di Genova. Già proprietà feudale di Branca Doria e di Boarello e Luca Grimaldi (1388), venne successivamente compreso nel Marchesato del Monferrato dal 1419: una parte del feudo, appartenente ai Del Carretto, furono infatti acquisiti da Teodoro II del Monferrato.

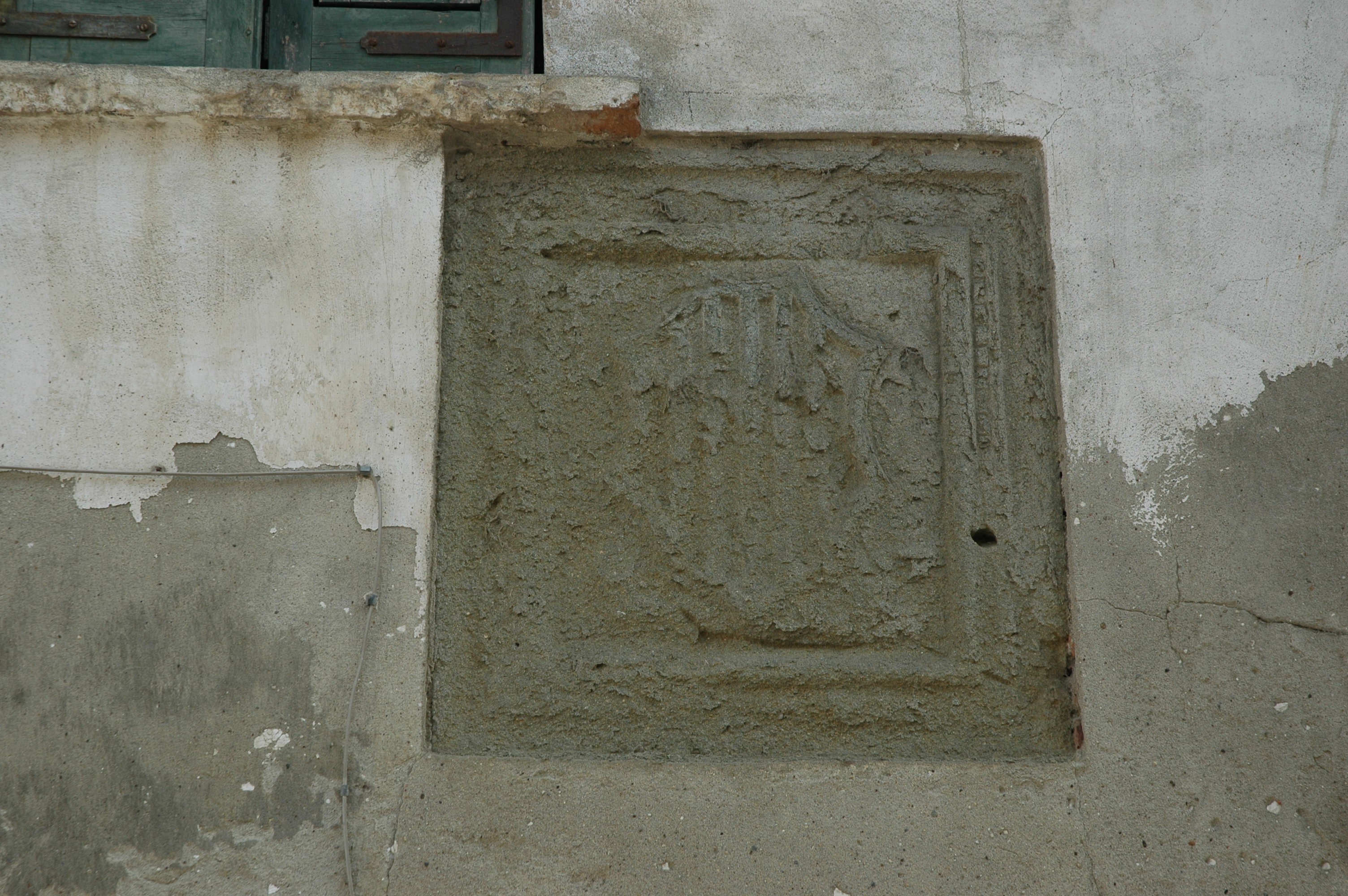
Stemma degli Scarampi presso l'omonimo palazzo

Fu con la famiglia Scarampi di Asti - proprietaria delle terre dal 1469 - che Mioglia raggiunse la massima autorità storica con la richiesta da parte degli Scarampi di istituire, di fatto, un feudo imperiale autonomo (1536) sotto le dipendenze del governatore spagnolo di Milano in qualità di Vicario imperiale dei feudi delle Langhe.
Nella Galleria delle carte geografiche dei Musei Vaticani, affrescate tra il 1580 ed il 1585, Mioglia compare sulla mappa della Liguria.
Tuttavia, il rapporto tra i miogliesi e i feudatari astigiani fu costellato per tutto il XVI e il XVII secolo da rapporti altalenanti: periodi di benessere e pacificazione, a periodi di vere e proprie ribellioni delle principali famiglie di Mioglia (Vivaldi, Garbarino, Rolandi, Merlani) contro il potere e i presunti soprusi dei Scarampi. A questi avvenimenti si aggiunsero gli scontri "di confine" tra le comunità di Pareto e Sassello, assalti al locale castello nella guerra del Monferrato (1638) e ancora una rappresaglia sabauda nel 1664. Nel 1738 fu annesso al Regno di Sardegna, diventando feudo della famiglia Scarnafigi.

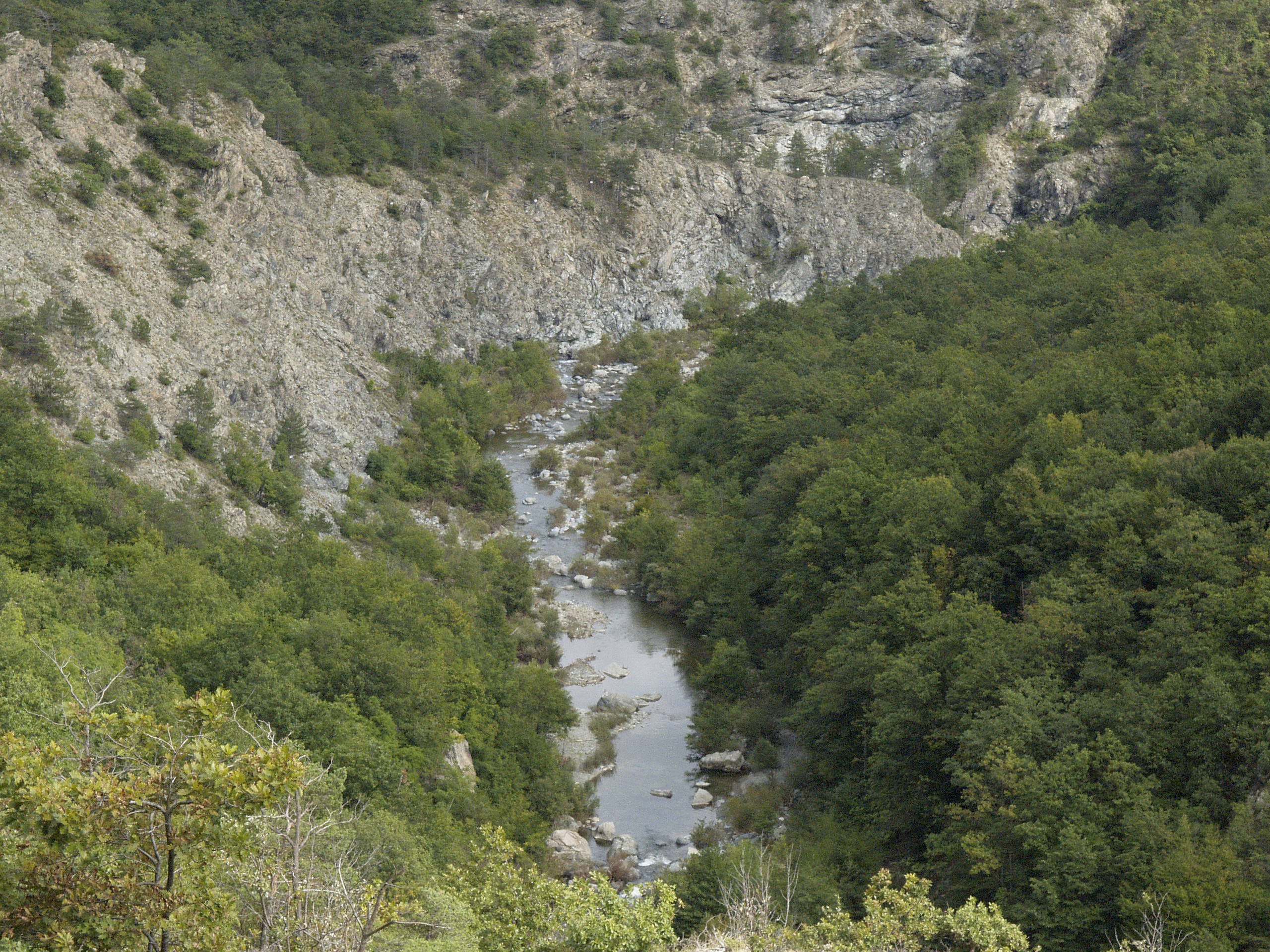
Lido di Mioglia

Con la prima campagna d'Italia di Napoleone Bonaparte, sull'onda della rivoluzione francese, il territorio di Mioglia rientrò dal 2 dicembre 1797 nel Dipartimento del Letimbro, con capoluogo Savona, all'interno della Repubblica Ligure. Dal 28 aprile 1798 con i nuovi ordinamenti francesi, rientrò nel X Cantone, capoluogo Sassello, della Giurisdizione di Colombo e dal 1803 centro principale del I Cantone di Savona nella Giurisdizione di Colombo. Annesso al Primo Impero francese dal 13 giugno 1805 al 1814 venne inserito nel Dipartimento di Montenotte.
Nel 1815 fu inglobato nel Regno di Sardegna, così come stabilì il Congresso di Vienna del 1814, e successivamente nel Regno d'Italia dal 1861. Dal 1859 al 1927 il territorio fu compreso nel VII mandamento di Dego del circondario di Savona facente parte della provincia di Genova; nel 1927 anche il territorio comunale miogliese passò sotto la neo costituita provincia di Savona.
Dal 1973 al 30 aprile 2011 ha fatto parte della Comunità montana del Giovo.

### Simboli
Stemma
Gonfalone

Lo stemma e il gonfalone sono stati concessi con decreto del presidente della Repubblica del 29 luglio 1993.

## Monumenti e luoghi d'interesse

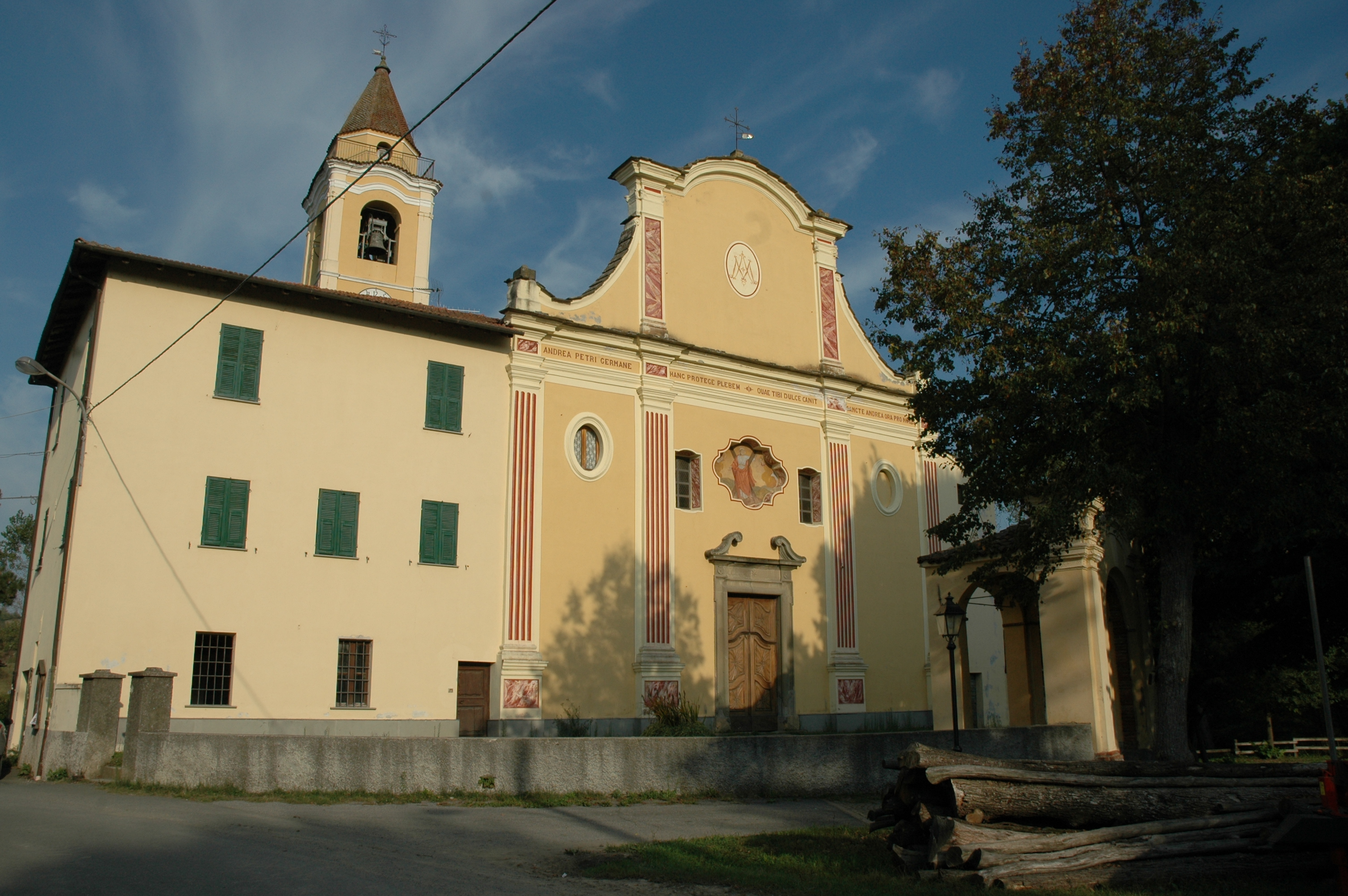
La chiesa di Sant'Andrea Apostolo nel capoluogo

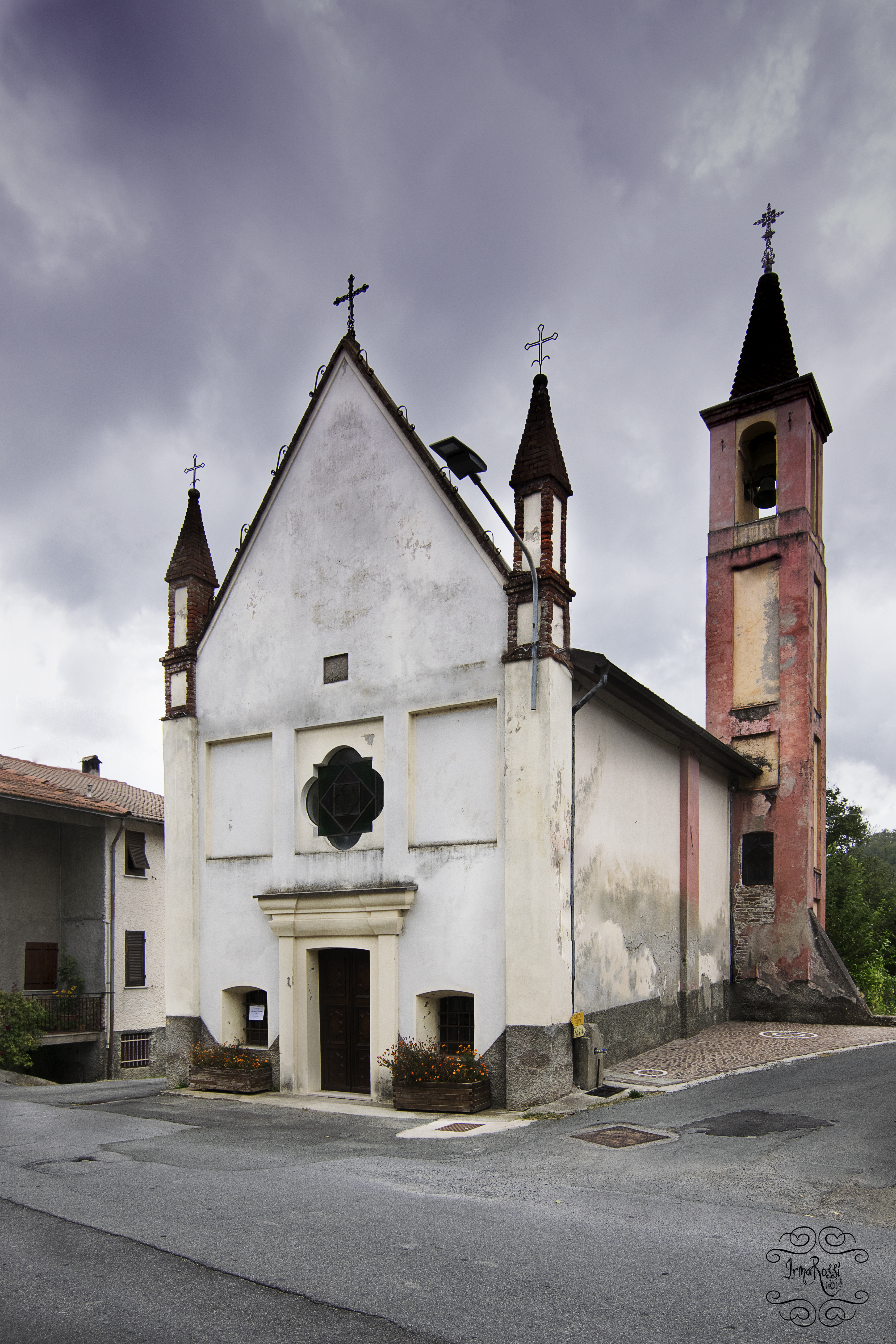
Chiesa degli Schegli

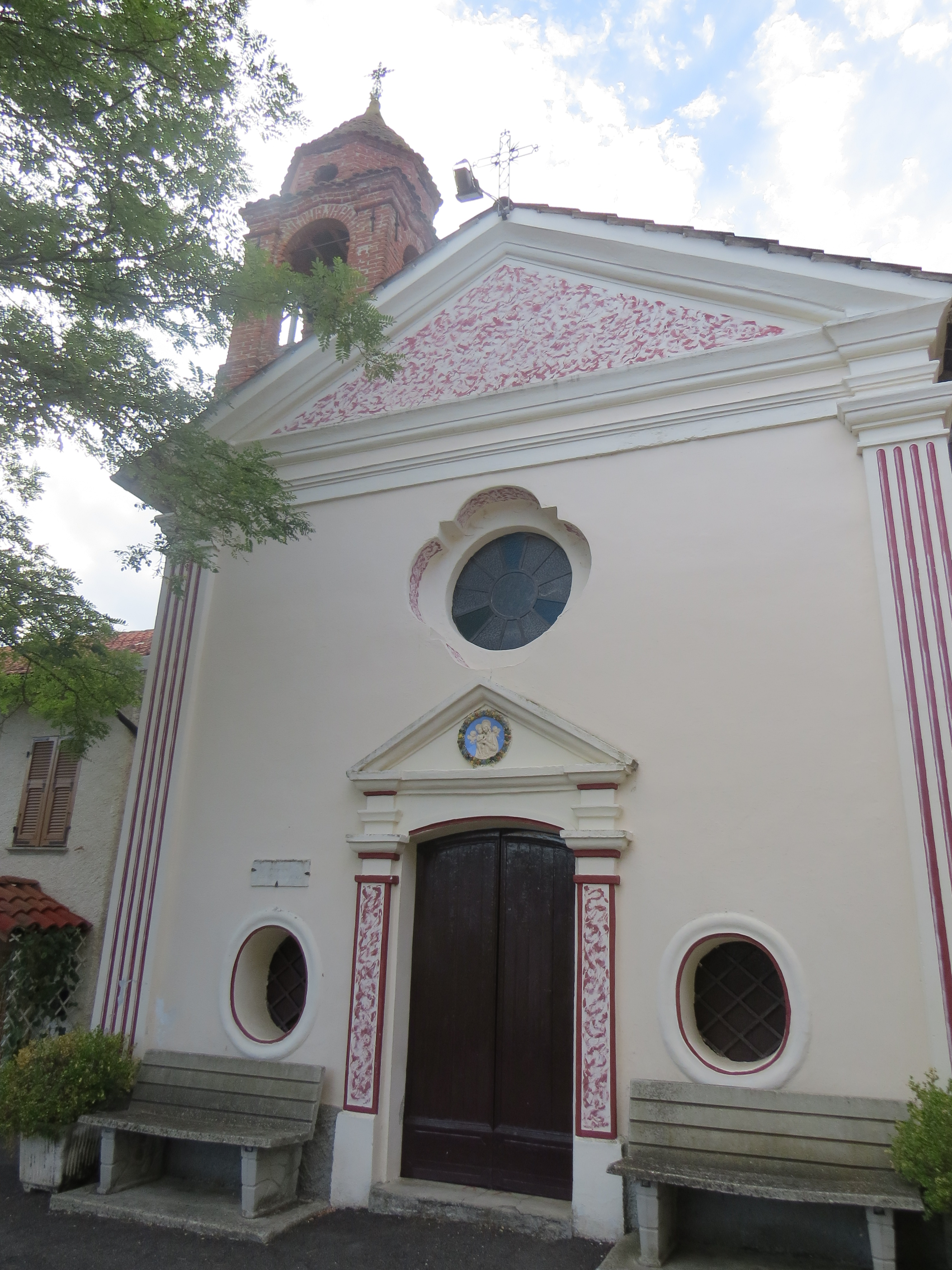
Chiesa di Dogli

### Architetture religiose
- Chiesa parrocchiale di Sant'Andrea Apostolo nel capoluogo. Eretta fra il 1650 e il 1750[7], in stile barocco, presenta un antico portale del 1701[7] in pietra ed un altare ligneo scolpito.
- Chiesa dei Dogli.
- Chiesa degli Schegli.
- Antica cappella di San Martino di Tours, nell'omonima località, a lungo contesa tra Mioglia e Pareto finché fu abbattuta nel 1770 perché minacciava rovina. Sul luogo, secondo una leggenda popolare, passò il santo lasciando l'impronta del suo piede sulla roccia.

### Architetture civili
- Palazzo Scarampi nel capoluogo. Nel 1687 durante la dominazione feudale della famiglia astigiana degli Scarampi fu costruito nel centro abitato un palazzo residenziale della famiglia; sul portale è conservato lo stemma araldico del casato astigiano. Gli interni erano utilizzati inoltre per ospitare i conduttori delle carovane di muli di passaggio a Mioglia.

### Architetture militari
- Castello di Mioglia. Fu edificato nel XIII secolo, in posizione strategica, lungo la strada per il paese alessandrino di Pareto. Nel XVII secolo il maniero fu raso al suolo dall'esercito spagnolo lasciando ad oggi pochi resti murari.

## Società

### Evoluzione demografica
Abitanti censiti

### Etnie e minoranze straniere
Secondo i dati Istat al 31 dicembre 2019, i cittadini stranieri residenti a Mioglia sono 24.

## Cultura

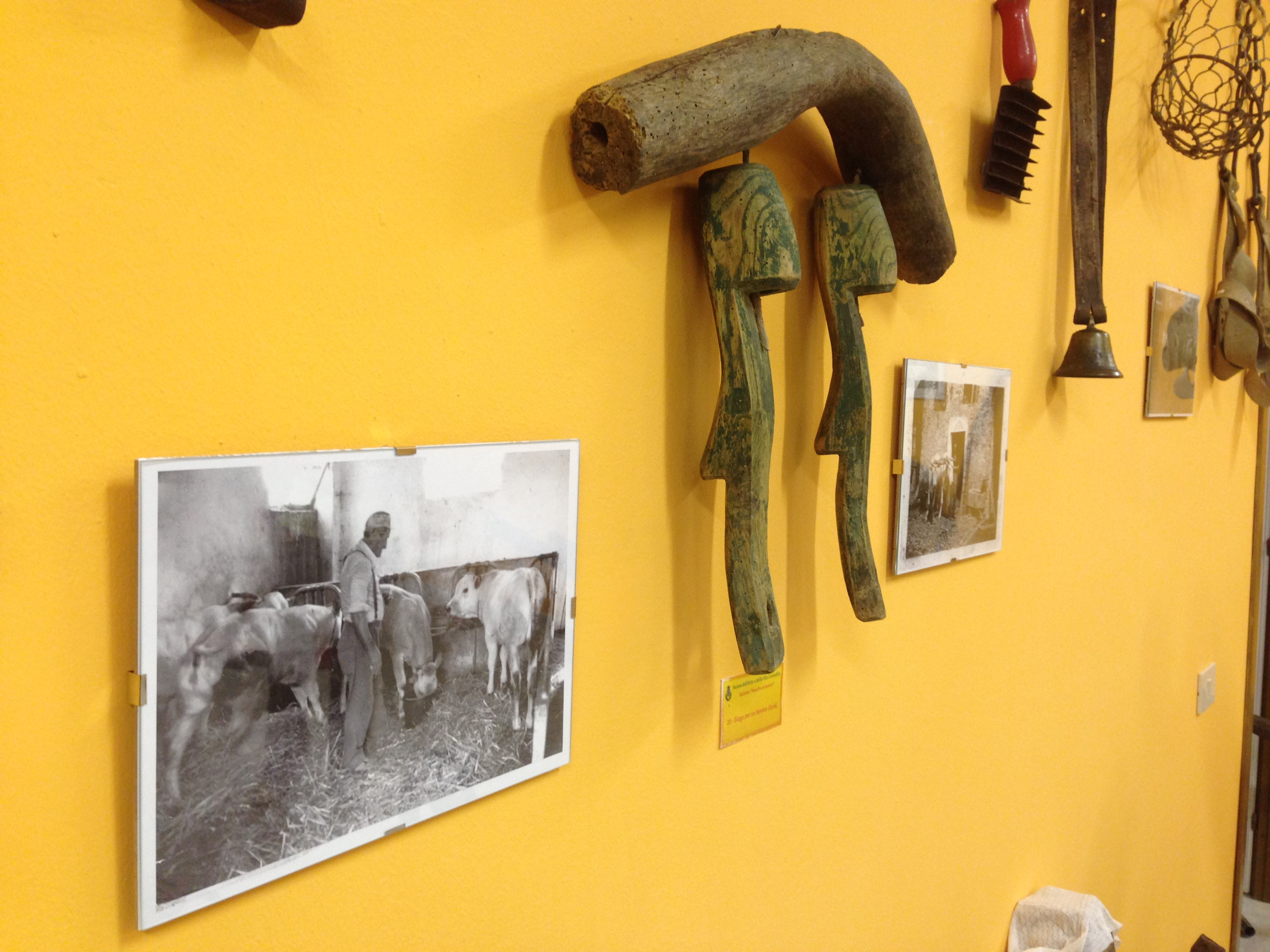
Il museo dell'arte e della vita contadine

### Istruzione

#### Musei
Presso i locali della scuola primaria è presente il museo dell'Arte e della Vita Contadine, il quale contiene circa 100 pezzi originali d'epoca riguardanti la vita contadina. I pezzi sono divisi in diverse sezioni a seconda del loro contesto di utilizzo e sono contornati da foto in bianco e nero che li mostrano durante il lavoro. Sia gli attrezzi che le foto provengono da Mioglia e sono stati donati dagli abitanti del luogo. Il museo è organizzato in modo da ricreare un tipico ambiente conviviale del tempo ed è visitabile su appuntamento.

## Geografia antropica
Il territorio comunale è costituito, oltre al capoluogo di Mioglia, anche dai centri di Carpenaro, Casone, Dogli e Schegli, storicamente riconosciuti dalla comunità e dallo statuto del comune, per una superficie territoriale di 19,3 km2.
Confina a nord con Pareto, a sud con Pontinvrea, ad ovest con Pareto e Giusvalla, ad est con Sassello.

## Economia

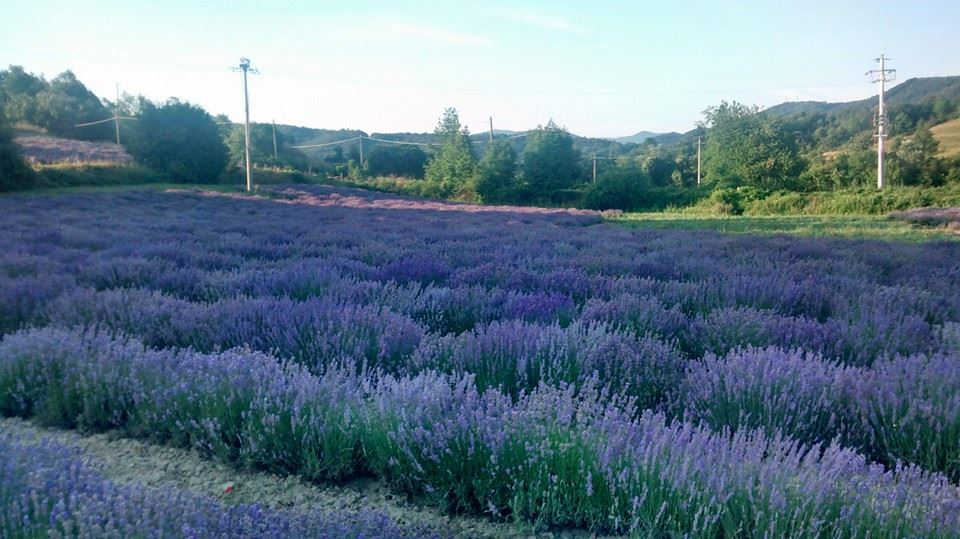
Coltivazioni di lavanda in località Nevo

La principale attività economica riguarda la coltivazione dei prodotti agricoli come la patata, i fagioli, la vite, i cereali, i legumi e la frutta. Sono inoltre praticati l'allevamento del bestiame, lo sfruttamento boschivo e la raccolta di castagne, funghi e tartufi. Sono numerose anche le aziende agricole dedicate all'apicoltura e alla coltivazione di lavanda. Di rilievo anche il turismo escursionistico e gastronomico.

## Infrastrutture e trasporti

### Strade
Il centro di Mioglia è attraversato principalmente dalla Strada Provinciale 50 che gli permette il collegamento, a sud, con Pontinvrea e, a nord, con il comune piemontese di Pareto.
Al centro del paese la SP 50 si dirama nella SP 10, la quale collega Mioglia con Miogliola, frazione di Pareto, Sassello e Acqui Terme.

## Amministrazione

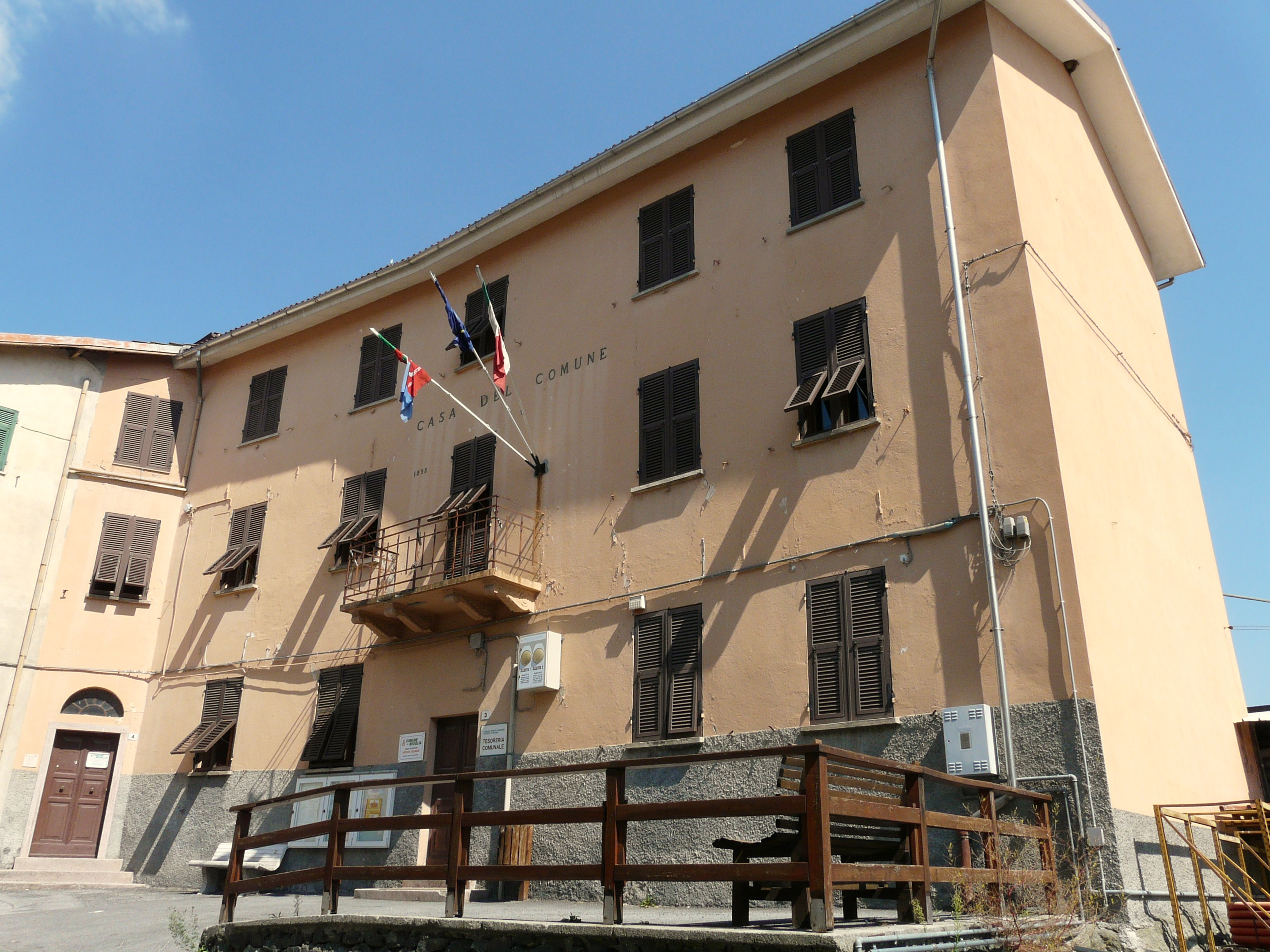
Il municipio

| Periodo        | Periodo        | Primo cittadino   | Partito                          | Carica  | Note |
| -------------- | -------------- | ----------------- | -------------------------------- | ------- | ---- |
| 29 maggio 1985 | 24 maggio 1990 | Arnaldo Berruti   | Democrazia Cristiana             | Sindaco |      |
| 24 maggio 1990 | 24 aprile 1995 | Arnaldo Berruti   | Democrazia Cristiana             | Sindaco |      |
| 2 maggio 1995  | 14 giugno 1999 | Arnaldo Berruti   | Partito Popolare Italiano        | Sindaco |      |
| 14 giugno 1999 | 14 giugno 2004 | Sandro Buschiazzo | lista civica                     | Sindaco |      |
| 14 giugno 2004 | 8 giugno 2009  | Sandro Buschiazzo | lista civica                     | Sindaco |      |
| 8 giugno 2009  | 26 maggio 2014 | Livio Gandoglia   | Mioglia nuova (lista civica)     | Sindaco |      |
| 26 maggio 2014 | 27 maggio 2019 | Simone Doglio     | La primavera (lista civica)      | Sindaco |      |
| 27 maggio 2019 | 10 giugno 2024 | Livio Gandoglia   | Uniti per Mioglia (lista civica) | Sindaco |      |
| 10 giugno 2024 | in carica      | Giovanni Borreani | Viviamo Mioglia (lista civica)   | Sindaco |      |

## Sport
Numerose sono le attività sportive, prevalentemente all'aperto, che si possono praticare a Mioglia.

### Pattinaggio su rotelle
Il 29 aprile 1999 è stata fondata a Mioglia la società "Pattinaggio Artistico Mioglia". L'allenatrice, Linda Lagorio, è una stella di prima grandezza nel panorama del pattinaggio artistico ligure, che ha lasciato le gare per dedicarsi all'insegnamento. Durante la storia della società sono stati numerosi gli atleti che hanno conseguito risultati di prim'ordine a tutti i livelli.

### Mountain Biking
La rete MTB di Mioglia si snoda su tre percorsi principali e numerosi percorsi secondari per un totale di circa 60 km. Nel periodo primaverile - estivo vengono organizzate numerose manifestazioni a tema.

### Equitazione
Sono molti i maneggi che permettono di effettuare escursioni a cavallo lungo i differenti percorsi escursionistici del territorio.

### Escursioni

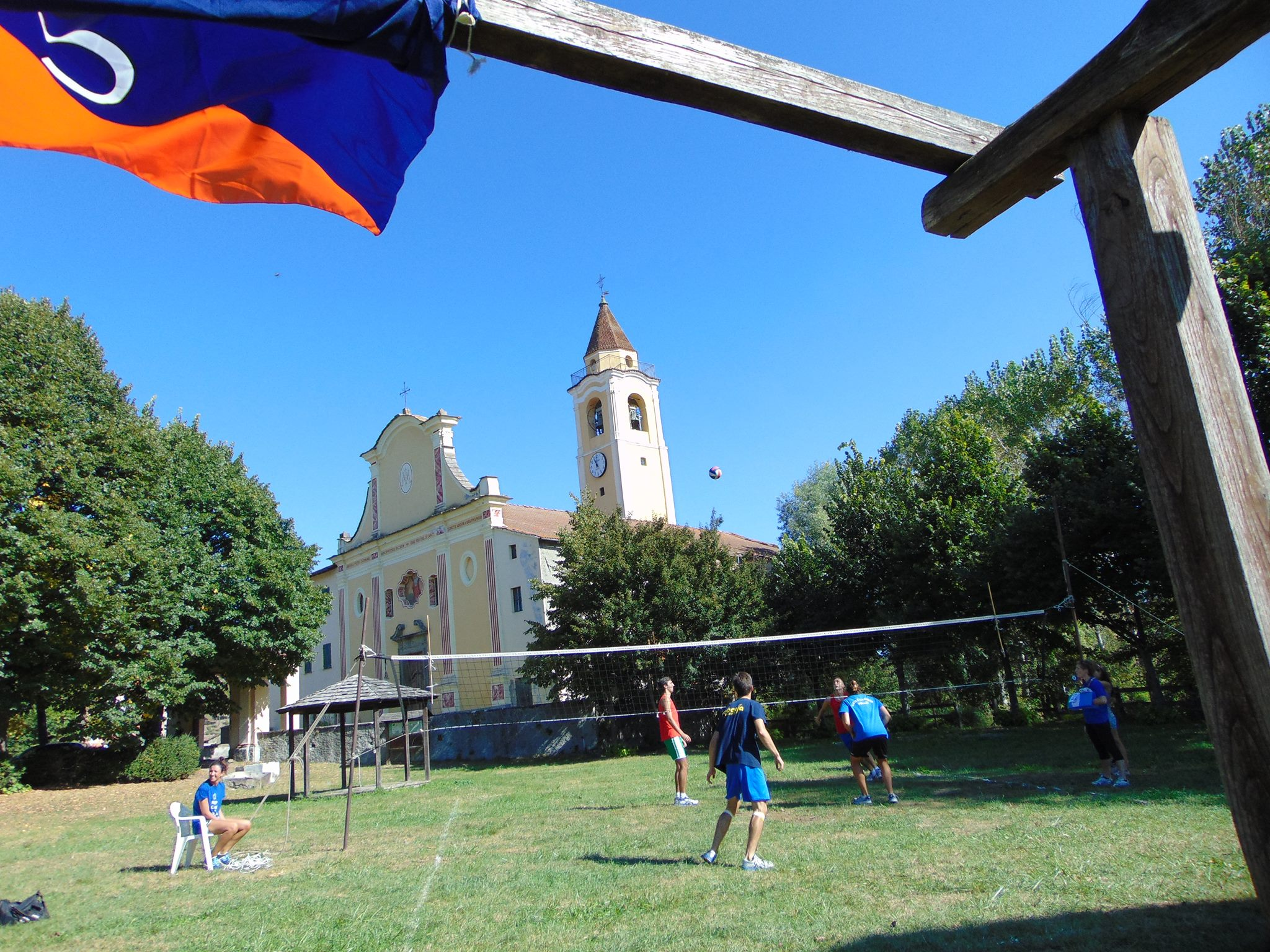
Torneo di Green Volley nel campo di Mioglia

Il territorio di Mioglia è attraversato da una moltitudine di sentieri che offrono viste panoramiche e scorci incantevoli.

### Green Volley
Grazie alla presenza di due campi nella zona antistante alla Chiesa di S. Andrea è possibile praticare il "Green Volley", variante dell'estivo "Beach Volley" che si svolge però in erba. Durante l'estate vengono organizzati tornei di questa specialità.

### Tennis
Il Comune dispone di un campo da tennis regolamentare, disponibile per tornei e gare nel periodo primaverile - estivo.

### Calcio
È presente sul territorio un campo regolamentare di calcio a 7, disponibile per tornei e gare.